# Геологія Львова

Геоморфологічна схема Львова

Геологі́чна будо́ва Льво́ва

## Тектоніка
Львів з його околицями в тектонічному відношенні розташований у межах південно-західної частини Східноєвропейської платформи. Цю частину платформи також називають Подільською плитою. Осадовий чохол платформи представлений тут палеозойськими утвореннями (кембрій-нижній силур, верхній силур, девон, нижній і середній карбон), які дуже полого занурюються на південний захід під Карпатську складчасто-покривну споруду. 
Через це трансгресивні верхньокрейдові утворення залягають на різних стратиграфічних горизонтах.

## Геоморфологія

Орографічна схема околиць Львова (за даними Петра Цися)

В околицях Львова виділяють такі геоморфологічні елементи:
- Розточчя

- Клепарівська височина

- Кортумова гора (372,5 м над рівнем моря)

- Білогорсько-Мальчицька долина
- Львівська улоговина
- Львівське плато

- ерозійний останець Львівська цитадель

- гора Шембека (Вроновських)
- Каліча (Жебрацька) гора
- Пелчинська (Познаньська) гора

- гора Високий Замок (409,5 м над рівнем моря)
- гора Піскова (Лиса, Лева, Стефана)
- гора Зміїна (Вовча)
- Лисиницька височина

- гора Чатова (Чотові скелі) (401,4 м над рівнем моря)

- Львівсько-Бібрське горбогір'я

- Сянсько-Дністровська вододільна рівнина
- Опілля
- Гологори

- гора Камула (472,8 м над рівнем моря)

- Грядове Побужжя (частина Надбужанської котловини)

- Смереківська гряда
- Куликівська (Дорошівська) гряда
- Грядецька гряда
- Малехівська (Дублянська) гряда

- заплава міжгрядової долини Полтви
- надзаплавні тераси долини Полтви

- Винниківська гряда
- Дмитровицька (Чижиківська) гряда
- Звенигородська гряда

Від центру Львова у північно-західному напрямку простягається горбиста гряда — Розточчя. Звідси збігають води з одної сторони у басейн річки Західний Буг з другої — у басейн Дністра (і частково Сяну). Розточчя частково відіграє роль Головного європейського вододілу, який у результаті інтенсивної ерозійної діяльності притоків Західного Бугу повільно зміщується до заходу. Спостерігаються навіть випадки перехоплення витоків річок. Так, води невеликої річки Млинівки (північніше Брюховичів ) текли колись до притоки Дністра — Верещиці. З часом струмок Недільчина (або Капелівка, басейн Бугу) через відносно швидку регресивну ерозію вододілу досяг долини, якою текла Млинівка і перехопив її у систему Бугу. 
Рельєф Розточчя типово ерозійний. На заході воно розчленоване великою кількістю річкових долин, а східний його край більш прямолінійний і обривається до Надбужанської котловини крутим стометровим уступом. 
За геоморфологічними особливостями південно-східне Розточчя є своєрідною частиною Опілля, від якого мало відрізняється як за характером рельєфу, так і за геологічною будовою. У зв'язку з цим південна межа Розточчя різними дослідниками визначалася по-різному: Мар'ян Ломніцкій проводив її по долині Полтви, а височину, що починається Високим Замком і продовжується далі на південний схід, відносив до Подільського плато. Генрих Тейссейре, а також деякі інші польські геологи, називали Розточчям усю горбисту смугу, що простягнулась на південний схід від Львова, аж до г. Камули. Петро Цись, зважаючи на особливості геоморфологічного контрасту і білатеральної несиметрії рельєфу частини Розточчя між Львовом і Камулою, виокремлював цю місцевість як Львівське плато, яке, на його думку, є ніби перехідною ланкою між Опіллям і власте Розточчям.
Розточчя відокремлене від Львівського плато Білогорсько-Мальчицькою постгляціальною прохідною долиною. Саме в ній розташований центр міста і русло Полтви. Цією долиною стікали у плейстоценовий час талі води льодовика, про що свідчать численні знахідки гравію кристалічних порід у четвертинних відкладах. 
Південна межа Львівського плато проходить вздовж лінії: Милошовичі — Кугаїв — Товщів — Черепин — Шоломия. Характерним для рельєфу Львівського плато є структурні тераси і плосковерхі ерозійні останці. Утворення їх обумовлено наявністю в розрізі верхньоміоценових відкладів горизонтів міцних порід — пісковиків і вапняків, які складніше піддаються ерозії, ніж інші породи цього розрізу. Яскраві приклади — Високий Замок з його терасами, Піскова гора (гора Лева), Вовча гора, Цитадель та інші. На схилах згаданих височин спостерігаються мікротераси, утворені в пісках з більш глинистими прошарками. 
Грядове Побужжя є відносно низинною областю, обмеженою досить урвистим уступом від Розточчя, Львівського плато і Опілля. Воно має полого хвилясту поверхню з характерними довгими грядами, які відходять від Розточчя і простягаються у субширотному напрямку на схід. Таких гряд виділяють сім (з півночі на південь):
- Смереківська
- Куликівська (Дорошівська)
- Грядецька
- Малехівська (Дублянська)
- Винниківська
- Дмитровицька (Чижиківська)
- Звенигородська

Гряди проходять паралельно одна одній, ширина їх сягає декількох км, при висоті над рівнем долини 40—50 м. Між грядами по широких вирівняних заболочених долинах протікають невеличкі річки і струмки. Ширина долин (1—2 км) аж ніяк не співрозмірна сучасним, дуже незначним водотокам. З цього факту багато дослідників роблять висновок про постгляціальну природу цих долин, коли талі льодовикові води преливалися через низькі місця у вододілі Розточчя до басейну Західного Бугу. Польський геолог Ян Новак пояснював прямолінійні обриси гряд причинами тектонічного характеру. У підошві гряд залягають верхньокрейдяні породи. Іноді вони відслонюються на поверхні гряд (Куликівска гряда, на північний схід від Куликова). Але, як правило, на розмитій поверхні маастрихтських мергелів залягають четвертинні суглинки і супіски, які подекуди мають потужність більше 10 м. 
У широкій долині Полтви (в околицях с. Кам'янополя) виділяється ерозійних останець — невисокий горб, на схилах якого трапляються глиби верхньоміоценового літотамнієвого вапняку і пісковику. Височина Кам'янополя була свого часу з'єднана з горою Чотові скелі, що на південний схід від Львова, і через неї з Львівським плато. Пізніше, під дією невпинної ерозії, вона була відділена й у значній мірі зруйнована. Подібні процеси відбуваються і сьогодні з Чотовою скелею.

## Геологічна будова

Схематична геологічна карта околиць Львова

### Верхнякрейда
В околицях Львова, як і безпосередньо в центральній частині міста, відслонюються тільки відклади маастрихтського віку. Потужність цих відкладів тут невідома, оскільки свердловина, пробурена 1894 р. в Стрийському парку до глибини 501 м, не вийшла з верхньокрейдових мергелів. За зіставленнями з глибокими свердловинами сусідніх районів можна припустити, що у Львові породи, які підстелюють крейду, залягають на глибині 800—900 м.
За палеонтологічними даними цю маастрихтську товщу поділяють:
- Верхня зона з Discoscaphites constrictus Sowerby
  - верхня підзона з Pachydiscus neubergicus Hauer
  - нижня підзона з Acanthoscaphites tridens Kner
- Нижня зона з Bostrychoceras polyplocum Roemer

### Верхній міоцен
На маастріхтських мергелях зі стратиграфічною незгідністю залягають верхньоміоценові відклади баденського ярусу, які дуже широко розповсюджені не тільки в околицях Львова, але і по всій Східноєвропейській платформі. Їх стратиграфічна кореляція дуже складна і до сьогодні остаточно не встановлена. В умовах мілководного басейну накопичувались різні породи, які часто заміщують одні одних по латералі — піски, глини, вапняки і гіпси. Характер фауністичних рештків в різних місцях також змінюється, навіть в однакових за літологічним складом породах.

### Четвертиннівідклади
Широкі річкові долини виповнені алювіальними утвореннями — пісками і галечниками, причому перші часто флювіо-гляціального генезису.
На плескатих водороздільних ділянках і обширних плато розвинутий достатньо потужний четвертинний покрив, через що корінні крейдові і верхньоміоценові породи відслонюються, за декількома винятками, виключно на схилах річкових долон і у глибоких ярах. На підвищених ділянках Львівського плато і Розточчя, а також на грядах Побужжя залюгають нерівномірно шаруваті сірі (іноді до жовтих) піскуваті глини і супіски. Складені вони переважно тонкою псаміто-пелітовою фракцією з домішкою лусочок слюди. У цьому горизонті знайдені зуби і окремі кістки мамонта, а також рештки дрібних ссавців льодовикового періоду (Погулянка, Пасіки, Голоско, Знесіння, Вулька). Вверх за розрізом сірі піскуваті глини поступово переходять у жовтуваті, а у покрівельній частині вони втрачають шаруватість і набувають обрисів типового лесу.

## Корисні копалини
В околицях Львова є досить багато корисних копалин, які приурочені до сенонських, верхньоміоценових і четвертинних відкладів.

### Верхньокрейдові відклади
Серед верхньокрейдових мергелів, склад яких коливається у широких межах і змінюється переважно з зходу на схід, є різновиди, дуже схожі на амвросієвський чи новоросійський мергель, що використовується як сировина для виробництва цементу. Детальне вивчення мергелів не проводилось, але окремі аналізи дозволяють зробити висновок про їх потенційну значимість як цементної сировини. Для прикладу: CaCO3 - 68.57-77.99%, MgCO3 - 0.17-0.38%, SiO2 - 11.73-23.65%, Al2O3 - 1.60-5.77%, Fe2O3 - 1.02-5.96%.

### Верхньоміоценові відклади
Верхньоміоценові відклади становлять інтерес як корисні копалини, насамперед як будівельна сировина. Вапняки, що зустрічаються в околицях Львова, можна розділити на чотири різновиди: літотамнієві, ервілієві, кавернозні (ратинські) та детритові.
Літотамнієві вапняки утворюють три горизонти — нижній, середній і верхній. Найбільш широко представлений середній горизонт, який має найоптимальніші умови залягання для промислової розробки. Він складений колоніями літотамнієвих водоростей, що зцементовані вапняковим матеріалом. Іноді в ньому міститься значна кількість вапнистого літотамнієвого детриту. В самому Львові цей горизонт піскуватий, але на південний схід від міста (у напрямку Наварії та Пустомит) переходить у майже чистий карбонат кальцію (понад 97 % СаСО3). Потужність пласту від декількох десятків сантиметрів до 8—10 м. У XV–XIX ст. середній літотамнієвий вапняк використовувався у Львові як будівельний камінь.